# Katrín Jónsdóttir
Katrín Jónsdóttir (Reykjavík, 31 maggio 1977) è un'ex calciatrice islandese, di ruolo difensore.

## Biografia
Nata a Reykjavík, ha due fratelli: Pétur e Mörtu. Mentre giocava in Norvegia ha completato gli studi in medicina.  Nell'agosto 2009, prima degli Europei in Finlandia, si è sposata con Þorvaldur Makan Sigbjörnsson, anche lui calciatore, una presenza con la nazionale islandese maschile nel 2002.

## Carriera

### Club
Inizia a giocare a calcio a otto anni, arrivando a 14 anni in prima squadra al Breiðablik. Nel prosieguo della carriera si divide tra Islanda e Norvegia. Nel suo Paese natale, gioca per tre periodi diversi con il Breiðablik, un anno ad inizio carriera con lo Stjarnan e due periodi con il Valur, mentre in Norvegia per tre periodi con il Kolbotn e per un anno con l'Amazon Grimstad. Debutta in Women's Cup con il Kolbotn il 22 novembre 2003 nell'andata dei quarti di finale in Svezia contro il Malmö FF. In carriera ha vinto dieci campionati islandesi, 4 con il Breiðablik e 6 con il Valur, sei Coppe d'Islanda, tre con il Breiðablik e tre con il Valur e la Toppserien 2002 con il Kolbotn. Nel 1998, inoltre, durante la prima esperienza al Kolbotn, è stata nominata calciatrice islandese dell'anno.
Nel 2011 va a giocare in Svezia, con il Djurgården, con cui esordisce il 10 aprile, giocando titolare nel successo casalingo per 2-1 sul Jitex BK. Trova il primo gol la stagione successiva, realizzando al 61' il momentaneo 3-1 nella sconfitta esterna per 4-3 con il Kristianstads DFF del 28 ottobre 2012. In due stagioni di permanenza chiude prima all'ottavo e poi all'undicesimo posto, con conseguente retrocessione in Division 1, ottenendo 40 presenze e 2 reti.
Gioca anche l'ultima stagione della sua carriera in terra svedese, con l'Umeå IK, debuttando il 20 aprile 2013 nell'1-1 interno con l'KIF Örebro, nel quale gioca tutti i 90 minuti. Termina la Damallsvenskan 2013 al quinto posto, giocando 18 gare.

#### Nazionale

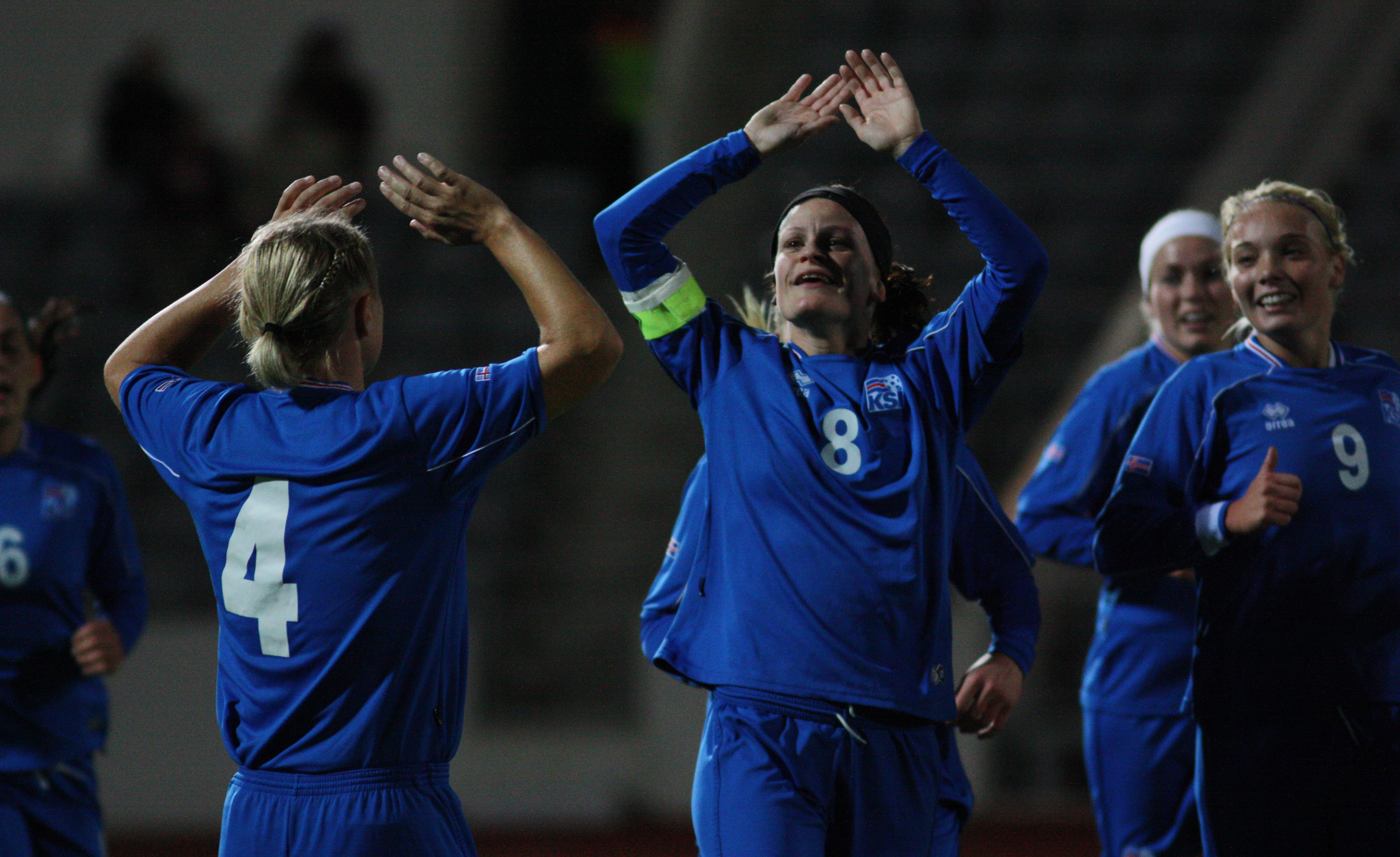
Jónsdóttir (nº 8) nel 2009 con la nazionale islandese

Esordisce con le nazionali giovanili islandesi a 15 anni, nel 1992, con l'Under-17, dove rimane fino al 1993, chiudendo con 11 gare giocate.
Sempre nel 1993 passa in Under-21, rimanendovi fino al 2001, quando era stabilmente in nazionale A, ottenendo 27 presenze e 1 rete.
Debutta in nazionale maggiore il 9 maggio 1994, a 17 anni non ancora compiuti, in un'amichevole vinta per 4-1 in trasferta contro la Scozia, subentrando a gara in corso.
Segna per la prima volta con l'Islanda il 5 giugno 1996, realizzando l'1-0 al 9' nella gara di qualificazioni all'Europeo 1997 in Norvegia e Svezia, in trasferta a Den Ham contro l'Olanda.
Il 28 settembre 2006 realizza una doppietta nel 6-0 a Lisbona sul campo del Portogallo nelle qualificazioni al Mondiale 2007 in Cina, segnando l'1-0 e il 3-0. Si ripete con doppie segnature nel 12-0 interno sull'Estonia, quando segna 4-0 e 5-0 nella sfida di qualificazioni al Mondiale 2011 in Germania del 17 settembre 2009 e nel 10-0 a Loveč, in trasferta contro la Bulgaria, quando apre e chiude le marcature nella partita del 21 giugno 2012, nelle qualificazioni all'Europeo 2013 in Svezia.
Nel 2007 diventa capitano della selezione femminile islandese.
Nel 2009 il CT della nazionale Sigurður Ragnar Eyjólfsson la inserisce nella rosa delle 23 convocate per gli Europei 2009 in Finlandia, prima partecipazione delle islandesi, che vengono eliminate nel girone, perdendo le gare con Francia, Norvegia e Germania, sfide che Jónsdóttir gioca tutte e tre.
Il 22 giugno 2010 raggiunge le 100 apparizioni con la nazionale islandese, venendo schierata titolare nel successo per 3-0 in casa a Reykjavík contro la Croazia nelle qualificazioni al Mondiale 2011 in Germania.
Anche nel 2013 Eyjólfsson la convoca per l'Europeo in Svezia, impiegandola in tutte e quattro le gare, le tre del girone (un pareggio con la Norvegia, una sconfitta con la Germania e una vittoria con i Paesi Bassi) e la sconfitta per 4-0 nei quarti di finale con le padrone di casa della Svezia.
Chiude con la nazionale nella prima gara di qualificazioni al Mondiale 2015 in Canada, in casa a Reykjavík contro la Svizzera il 26 settembre 2013, sotto la gestione del nuovo commissario tecnico Freyr Alexandersson, che le fa giocare l'intera gara, persa per 2-0.
Con 133 presenze e 21 gol ottenuti in 19 anni di militanza è la più presente di sempre con la nazionale femminile islandese e, più in generale, delle nazionali di calcio a 11 dell'Islanda, più di Rúnar Kristinsson, recordman della nazionale maschile con 104 presenze.

## Palmarès

### Club
- Campionato islandese: 10

Breiðablik: 1991, 1992, 1994, 1996
Valur: 2004, 2006, 2007, 2008, 2009, 2010
- Campionato norvegese: 1

Kolbotn: 2002
- Coppa d'Islanda: 6

Breiðablik: 1994, 1996, 1997
Valur: 2006, 2009, 2010

### Individuale
- Calciatrice islandese dell'anno: 1

1998